# بویوک آلاتمیر
بویوک آلاتمیر (به لاتین: Böyük Alatəmir) یک منطقه مسکونی در جمهوری آذربایجان است که در شهرستان قاخ واقع شده است. بویوک آلاتمیر ۷۲۰ نفر جمعیت دارد.